# Paradise (Inner City)
Paradise, intitolato Big Fun negli Stati Uniti, in Canada e in Giappone, è il primo album del gruppo musicale statunitense Inner City, pubblicato dall'etichetta discografica Ten Records/Virgin nel 1989.
L'album, disponibile su long playing, musicassetta e compact disc, è prodotto da Kevin Saunderson, che ha partecipato alla composizione di tutti i brani, eccetto And I Do, di cui Juan Atkins è produttore e coautore.
Il disco era stato anticipato dall'uscita, durante l'anno precedente, dei singoli Big Fun e Good Life, a cui fanno seguito Ain't Nobody Better e Do You Love What You Feel.

## Tracce

### Lato A
1. Inner City Theme
2. Paradise
3. Ain't Nobody Better
4. Power of Passion
5. Big Fun

### Lato B
1. Do You Love What You Feel
2. Good Life
3. Set Your Body Free
4. And I Do
5. Secrets of the Mind